# Lia Sargent
Lia Sargent (* 20. Februar 1957 in Los Angeles, Kalifornien) ist eine US-amerikanische Schauspielerin und Synchronsprecherin.

## Leben
Sargent studierte Tanz und besuchte die Canadian Mime School, wo sie in Pantomime ausgebildet wurde. Später studierte sie Theaterwissenschaften an der University of Southern California und nahm Schauspielunterricht bei Stella Adler. Im Anschluss spielte sie Theater und trat in Film und Fernsehen auf, ohne jedoch größere Bekanntheit als Schauspielerin zu erlangen. Unter anderem war sie in Gastrollen in den Fernsehserien Simon & Simon und Mord ist ihr Hobby zu sehen und spielte neben Whoopi Goldberg in Die diebische Elster. Sie ist hauptsächlich als Synchronsprecherin tätig, hierbei zumeist japanische Animes wie 3×3 Augen, Ai Yori Aoshi, The Big O und Wolf’s Rain.
Sargent ist die Tochter des Regisseurs Joseph Sargent und der Schauspielerin Mary Carver.

## Filmografie (Auswahl)
- 1985: Simon & Simon
- 1986: Schatten des Ruhms (There Must Be a Pony)
- 1987: Die diebische Elster (Burglar)
- 1987: Mord ist ihr Hobby (Murder, She Wrote)
- 1988: Im Zweifel für das Leben (Leap of Faith)
- 1991: Späte Leidenschaft (An Inconvenient Woman)
- 1992: Der Bulle und die Stripperin (Somebody's Daughter)